# Steffl
Steffl («Штефль») — торговый дом в Вене на Кернтнерштрассе, 19 во Внутреннем Городе. Своим названием он обязан близлежащему собору Святого Стефана.

## История
На этом месте раньше находился универмаг М. Неймана, который был построен 1895/1896 по проекту Отто Вагнера. Он сгорел при пожаре 11-12 апреля 1945 года во время боев при освобождении Вены и в связи с возникшими разрушениями был снесен в 1949 году.
В 1949-50 годах Карлом Аппелем для фирмы Нойман было построено 9 этажное (от подвального до 8-го этажа) здание, которое с 1961 года называется Торговым домом Штефль. В то время Кернтнерштрассе была ещё открыта для движения транспорта.
1 мая 1979 года на втором этаже здания, в отделе женской одежды, возник пожар, в результате которого были выведены из строя торговые помещения общей площадью 900 м². Во время расчистки сгоревших помещений обратили внимание на особый запах гари; полиция установила поджог зажигательным средством с временным механизмом. Несколько дней спустя, в соседнем универмаге были обнаружены ещё два зажигательных средства. Ответственность взяла на себя организация под названием «Первое мая», которая этими поджогами хотела выразить протест против капитализма
В последние десятилетия несколько раз менялись владельцы торгового дома. Одним из временных владельцев (правда, косвенно) был кооператив Genossenschaft Konsum Österreich, который в результате сенсационного погашения долга в 1995 году превратился из крупного предприятия в компанию малого бизнеса.
В 1990-е годы компания полностью обновилась. В 2007 году владение недвижимостью и руководство компанией перешло в руки предпринимателя Ганса Шмидта. Начиная с этого времени были предприняты шаги к постепенному изменению облика и выработке новой позиции компании, которые уже полностью завершены на нескольких этажах.
Общая полезная площадь составляет почти 13 000 м². В течение одного дня торговый дом посещает до 30 тыс. покупателей. Мансардный этаж используется для гастрономии и скай-бара. В здании находится также единственный в историческом центре Вены такс-фри-офис Planet (возмещение НДС для клиентов из государств, не входящих в ЕС).

## Культурные события
В Маленьком Кайзерхаус, который вплоть до середины XIX века занимал часть территории (по Рауэнштайнгассе 8, то есть на задней стороне нынешнего здания), Вольфганг Амадей Моцарт в свой последний год жизни создал «Волшебную флейту» и «Реквием». Мемориальная доска напоминает, что Моцарт умер там 5 декабря 1791 года.[